# Pradosegar
Pradosegar es un municipio de España perteneciente a la provincia de Ávila, en la comunidad autónoma de Castilla y León. En 2024 contaba con una población de 117 habitantes. El municipio se divide en tres barrios el de Arriba, el del Medio y Pradosegar el de abajo.

## Geografía
La localidad está situada a una altitud de 1178 m s. n. m.
De Muñotello, Pradosegar, Poveda y Amavida, Camilo José Cela en su libro de viajes Judíos, moros y cristianos. Notas de un vagabundaje por Ávila, Segovia y sus tierras (1956) escribió: 

son pueblos de colina y sosiego, caza de pelo y cereal, tierra pobre y cielo azul dilapidador.......Los de Pradosegar, los pastores y cazadores de Pradosegar, pescan la anguila en el arroyo de los Tejos, que baja de La Serrota

| Noroeste: Poveda    | Norte: Poveda  | Noreste: Amavida   |
| Oeste: Villatoro    |                | Este: Muñotello    |
| Suroeste: Villatoro | Sur: Villatoro | Sureste: Villatoro |

## Demografía
Pradosegar cuenta con una población de 117 habitantes (INE 2024).
| Gráfica de evolución demográfica de Pradosegar entre 1842 y 2021                                                      |
| |
| Población de derecho según los censos de población del INE. Población de hecho según los censos de población del INE. |